# Merionoeda rusticula
Merionoeda rusticula är en skalbaggsart som beskrevs av Holzschuh 2003. Merionoeda rusticula ingår i släktet Merionoeda och familjen långhorningar.
Artens utbredningsområde är Laos. Inga underarter finns listade i Catalogue of Life.